# Eskiköy, Ortaca
Eskiköy là một xã thuộc huyện Ortaca, tỉnh Muğla, Thổ Nhĩ Kỳ. Dân số thời điểm năm 2011 là 1.319 người.